# Mareen von Römer
Mareen von Römer z d. Apitz (ur. 26 marca 1987 roku  w Dreźnie) – niemiecka siatkarka, reprezentantka kraju grająca na pozycji rozgrywającej. W kadrze narodowej zadebiutowała w 2006 roku. 

## Sukcesy
Mistrzostwo Niemiec:
- 2007, 2014
- 2008, 2011, 2012, 2013
- 2009, 2018

Puchar Challenge:
- 2010
- 2008

Puchar Niemiec:
- 2010, 2018, 2020

Mistrzostwo Francji:
- 2015

## Sukcesy reprezentacyjne
Mistrzostwa Europy:
- 2011

Volley Masters Montreux:
- 2014

Liga Europejska:
- 2014

## Nagrody indywidualne
- 2010: Najlepsza rozgrywająca Pucharu Challenge[1].